# Храшћина
Храшћина је насељено место и седиште општине у Крапинско-загорској жупанији, Хрватска. До територијалне реорганизације у Хрватској налазила се у саставу бивше велике општине Златар-Бистрица.